# Лиссабонская тайфа
Лиссабонская тайфа (порт. Taifa de Lisboa, араб. الأشبونة‎) — средневековое исламское государство (тайфа), располагавшееся на территории современной Португалии в 1022—1093 годах. Его столицей был город Лиссабон.

## История
Лиссабонская тайфа выделилась из тайфы Бадахос в 1022 году, после смерти эмира Бадахоса Абу Мухаммада Абдаллах бен Мухаммада эль Сапур аль-Саклаби.
В 1093 году тайфа Лиссабон была уничтожена Леоном, который оккупировал её территорию до 1095 года.
Около 1100 года земли бывшей тайфы отошли к Альморавидам, в 1145 году — к Бадахосу и наконец в 1147 году — к Португалии. Спустя ещё столетие, в 1256 году, Лиссабон стал столицей Португальского королевства.

## Правители
| Имя                     | Годы правления |
| ----------------------- | -------------- |
| Абд аль-Азиз бин Сабур  | 1022 — ?       |
| Абд аль-Малик бин Сабур | ? — ок. 1065   |